# 多拉 (阿肯色州)
多拉（英語：Dora）是位於美國阿肯色州克勞福德縣的一個非建制地區。該地的面積和人口皆未知。

## 地理
多拉的座標為35°27′26″N 94°26′17″W / 35.45722°N 94.43806°W，而該地的平均海拔高度為167米（即548英尺）。